# Рикачево (Підляське воєводство)
Рикачево (пол. Rykaczewo) — село в Польщі, у гміні Корицин Сокульського повіту Підляського воєводства.
Населення — 22 особи (2011).
У 1975-1998 роках село належало до Білостоцького воєводства.

## Демографія
Демографічна структура станом на 31 березня 2011 року:
|          | Загалом | Допрацездатний вік | Працездатний вік | Постпрацездатний вік |
| -------- | ------- | ------------------ | ---------------- | -------------------- |
| Чоловіки | 11      | 2                  | 6                | 3                    |
| Жінки    | 11      | 3                  | 6                | 2                    |
| Разом    | 22      | 5                  | 12               | 5                    |